# Руджёнис
Руджёнис (лит. Rudžionys) — село в восточной части Литвы. Входит в состав Швенченеляйского староства Швянчёнского района. По данным переписи 2011 года население села составляло 62 человека.

## География
Село расположено в 5,5 километрах к северо-западу от центра староства, города Швенчёнеляй. Ближайшие населённые пункты — сёла Вейине и Юодишкис.

## Население
| 1905                           | 1931 | 1959 | 1970 | 1979 | 1989 | 2001 | 2011 |
| ------------------------------ | ---- | ---- | ---- | ---- | ---- | ---- | ---- |
| 100                            | 107  | 84   | 87   | 52   | 96   | 65   | 62   |
| Гистограмма динамики населения |      |      |      |      |      |      |      |